# 永井豪紀念館
永井豪紀念館（日语：永井豪記念館），是位於日本石川縣輪島市的一座博物館。其館舍於2009年4月25日開幕，以紀念漫畫家永井豪而設立。2024年建築焚毀於能登半島地震，但永井豪捐贈之文物並未焚毀。

## 歷史
該紀念館主要以展示永井豪的個人生平，包括早年生活及其作品背景，以及展出了多件漫畫原畫和《無敵鐵金剛》的大型雕像作為博物館的主要展示品。其工程總造價為1.23億日圓。館舍還設有圖書閱覽服務、紀念品銷售，其館舍最主要成立的目的則是透過引進當地名人以此來振興該地區的觀光產業。在紀念開館三週年的活動中，正門上方則掛置由永井豪主筆的手繪插畫，並陳列了包括《無敵鐵金剛》、《惡魔人》和《甜心戰士》的形象海報。
在開幕後，該設施被動漫觀光協會評選為「日本88處值得一去的動漫聖地」之一。 
2024年1月1日，因能登半島地震所引發的火災所波及，永井豪紀念館館舍與周遭街廊在大火中遭到燒毀，但事後清理時發現館內原稿、原畫與模型都並未焚毀，相關文物暫時移置他處保存。

## 外部連結
- 官方網站 （页面存档备份，存于）